# Tiontiepa Benito Juárez
Tiontiepa Benito Juárez är en ort i Mexiko.   Den ligger i kommunen Tila och delstaten Chiapas, i den sydöstra delen av landet, 700 km öster om huvudstaden Mexico City. Tiontiepa Benito Juárez ligger 1 402 meter över havet och antalet invånare är 576.
Terrängen runt Tiontiepa Benito Juárez är kuperad åt sydost, men åt nordväst är den bergig. Runt Tiontiepa Benito Juárez är det ganska tätbefolkat, med 111 invånare per kvadratkilometer. Närmaste större samhälle är Tila, 5,3 km öster om Tiontiepa Benito Juárez. I omgivningarna runt Tiontiepa Benito Juárez växer i huvudsak städsegrön lövskog.